# Benedykt Wiktorowski
Benedykt Wiktorowski herbu Gryf (ur. ok. 1470, zm. 31 marca 1537 roku) – sędzia sieradzki w latach 1526-1537, sędzia wieluński w latach 1519-1525, surogator sieradzki.
Żonaty z Anną Mycielską herbu Dołęga. Ok. 1543 ożenił się po raz drugi z Anną Dobrzykowską herbu Dołęga, miał synów: Hieronima, Stanisława i Bieniasza.